# Owen Wilson

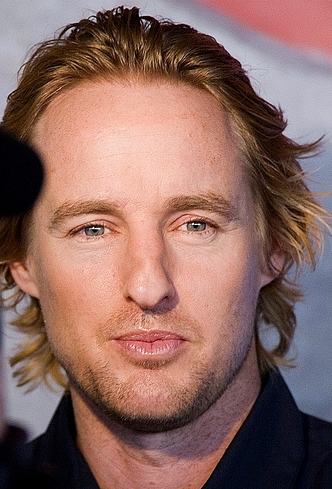
Owen Wilson în mai 2007

Owen Cunningham Wilson (n. 18 noiembrie 1968, Dallas, Texas) este un actor și scenarist american.
Notorietatea sa în România și Moldova se datorează în principal rolurilor sale din filme ca În spatele liniilor inamice, Zoolander Manechinul, O familie genială, Starsky și Hutch sau Doar tu și eu. Al treilea e în plus!. Wilson a dublat vocea engleză a personajului Fulger McQueen din seria de filme Mașini.

## Carieră
Wilson, alături de Ben Stiller, Luke Wilson (fratele său), Will Ferrell, Vince Vaughn, Jack Black și Steve Carell, este considerat de către presa cinematografică americană un membru al așa-numitului „Frat Pack”. Owen e deocamdată singurul membru al acestui grup care a fost nominalizat pentru un premiu Oscar. A fost nominalizat și  la Globul de Aur, în 2012, pentru Cel mai bun actor (categoria film muzical și de comedie), ca urmare a rolului interpretat în 2011 în Miezul nopții în Paris.
Owen a jucat în șapte filme alături de Ben Stiller: Tipu' de la cablu (1996), Povestea lui Jerry (Permanent Midnight, 1998), Un socru de coșmar (2000), Zoolander Manechinul (2001), O familie genială (2001), Starsky și Hutch (2004), Doi cuscri de coșmar (2004).

## Viață personală
În ceea ce privește viața sa sentimentală, are o relație cu Francesca Versace, nepoata mezină a stilistei Donatella Versace.